# دمیتریپپس تانوپولوس
دمیتریپپس تانوپولوس (انگلیسی: Dimitrios Thanopoulos؛ زادهٔ ۲ اوت ۱۹۵۹) کشتی‌گیر اهل یونان است.